# Абдуличи
Абдуличи (на сръбски: Абдулићи) е село в Република Сръбска (Босна и Херцеговина), част от община Братунац. Намира се близо до брега на река Дрина. 

## Население
Населението на селото през 1991 година е 327 души, изцяло етнически мюсюлмани. Населението е 210 души при преброяване от 2013 г. 

## География
Намира се на 250-650 метра надморска височина, с площ от 2,94 км, на около 25 км от Братунац. Махалите на селото са: Абдуличи, Жанево и Поток. Намира се на левия бряг на Дрина. Районът е богат на широколистни гори (бук, дъб, акация). През селото минава регионалният път Братунац - Скелани. Според легендата селото е кръстено на семейство Абдулич, което някога е живяло тук. Местните се занимават основно със земеделие, предимно плодове и добитък. Най-близкото училище е в село Факовичи. Джамията, до която е мюсюлманско гробище, е завършена през 2015 г. Селото получава ток през 1970 г., а мрежата е обновена през 1997 г. Населението се снабдява с вода от каптирани извори.

## История
14 цивилни жители от това село загиват през Втората световна война. По време на войната през 1992-1995 г. селото е разрушено, а след войната някои домакинства са възстановени.